# موجة ألفا

موجات ألفا

موجات ألفا هي تذبذباتٌ عصبية ضمن نطاق تردد 8-12 هرتز حيثُ تنشأ من التزامن والتماسك (في الطور أو النشاط البنائي) في النشاط الكهربائي للخلايا ناظمة الإيقاع في المهاد في البشر. تُسمى أيضًا موجات برجر وذلك بعد إنشاء تخطيط أمواج الدماغ.